# Capitán Pastene
Capitán Pastene – miasto w Chile, w regionie Araukania, w prowincji Malleco.